# Belem Guerrero
Guerrero  Méndez est un nom espagnol. Le premier nom de famille, en général paternel, est Guerrero ; le second, en général maternel, souvent omis, est Méndez.
Pour les articles homonymes, voir Guerrero (homonymie) et Mendez.
Belem Guerrero Méndez, née le 8 mars 1974 à Ciudad Neza dans l'État de Mexico, est une coureuse cycliste mexicaine. Spécialiste de la course aux points sur piste, elle est montée quatre fois sur le podium des championnats du monde de cette discipline et a obtenu la médaille d'argent Jeux olympiques d'Athènes en 2004.

## Repères biographiques
Après avoir pris sa retraite sportive, elle décide de reprendre le chemin des vélodromes, à la suite du décès de son entraîneur, en 2011. Dans une sorte d'hommage, elle veut se qualifier pour les championnats du monde. Sa première compétition, elle la dispute, en 2011, lors des championnats nationaux d'Aguascalientes, avec pour objectif de se qualifier pour des manches de coupe du monde (échelon essentiel pour pouvoir participer à des mondiaux).
Elle assure que son retour au plus haut niveau est un hobby, refusant de faire des Jeux olympiques de Londres un objectif. Pour elle, son activité principale reste l'école de cyclisme, qu'elle a créée dans l'État de Mexico. Elle y inculque les bases d'une formation à une vingtaine d'enfants, puis les confie à un entraîneur plus compétent pour qu'ils continuent leur progression.
Handicapée par un accident, ces deux années de retour à la compétition ne sont pas conformes à ses espérances. Pourtant, en 2013, une semaine avant le début des championnats panaméricains de Mexico, les organisateurs lui offrent une invitation pour participer à la course aux points, prenant en compte son titre national. Malgré un manque d'entraînement, à peine compensé par des sorties sur route, Belem Guerrero réussit à terminer au pied du podium, échouant devant des compétitrices plus jeunes et sa rivale de toujours María Luisa Calle. Même si le résultat la satisfait, un retour en sélection ne peut être envisagé dans ces conditions d'impréparation.

## Palmarès

### Jeux olympiques
- Atlanta 1996
  - 11e de la course aux points[4].
- Sydney 2000
  - Cinquième de la course aux points[5].
- Athènes 2004
  -  Médaillée d'argent de la course aux points[6].

### Championnats du monde
- Bogota 1995
  - 27e de la poursuite individuelle (éliminée en qualifications)[7].
- Perth 1997
  -  Médaillée de bronze de la course aux points.
- Bordeaux 1998
  -  Médaillée d'argent de la course aux points[8].
- Berlin 1999
  - Septième de la course aux points[9].
- Manchester 2000
  - Quatrième de la course aux points[10].
- Anvers 2001
  -  Médaillée de bronze de la course aux points[11].
- Ballerup 2002
  - 9e de la course aux points[12].
  - 9e de la course scratch[13].
  - Ne prend pas le départ de la poursuite individuelle[14].
- Stuttgart 2003
  - 6e de la course aux points[15].
  - 12e de la course scratch[16].
  - 22e de la poursuite individuelle[17].
- Melbourne 2004
  -  Médaillée de bronze de la course aux points[18].
  - Abandon dans la course scratch[19].
- Los Angeles 2005
  - 10e de la course aux points[20].
- Palma de Majorque 2007
  - Quatrième de la course aux points[21].

### Coupe du monde
- 1999
  - 2e de la course aux points à Cali
- 2001
  - Classement général de la course aux points
- 2002
  - Classement général de la course aux points
  - 1re de la course aux points à Monterrey
  - 3e du scratch à Monterrey
- 2003
  - 2e de la course aux points à Aguascalientes 
  - 3e du scratch à Aguascalientes
- 2004
  - Classement général de la course aux points
  - 2e de la course aux points à Moscou
  - 3e de la course aux points à Manchester

### Championnats panaméricains
- Curicó 1994
  -  Médaillée d'argent de la poursuite individuelle
- Medellín 2001
  -  Médaillée d'or de la course aux points
  -  Médaillée d'argent de la poursuite individuelle
- Valencia 2007
  -  Médaillée d'or de la course aux points
  - 10e de la course scratch[22].
- Montevideo 2008
  -  Médaillée d'argent de la course aux points
- Mexico 2013
  - Quatrième de la course aux points[23]

### Jeux panaméricains
- Mar del Plata 1995
  -  Médaillée d'argent de la course aux points
  -  Médaillée de bronze de la poursuite
- Winnipeg 1999
  -  Médaillée d'argent de la course aux points
- Rio de Janeiro 2007
  -  Médaillée de bronze de la course aux points

### Jeux d'Amérique centrale et des Caraïbes
- Mexico 1990
  -  Médaillée d'argent de la course aux points[24]
- Ponce 1993
  -  Médaillée de bronze de la course aux points[24]
  -  Médaillée de bronze de la poursuite[25]
- Maracaibo 1998
  -  Médaillée d'or de la course aux points Disqualifiée pour dopage[24]
  -  Médaillée de bronze de la poursuite Disqualifiée pour dopage[25]
- San Salvador 2002
  -  Médaillée d'or de la course aux points[24]
  -  Médaillée d'argent du scratch[26]
  -  Médaillée d'argent de la poursuite[25]

## Palmarès sur route
- 1994
  -  Championne panaméricaine du contre-la-montre
- 1998
  -  Médaillée de bronze de la course en ligne aux Jeux d'Amérique centrale et des Caraïbes Disqualifiée pour dopage[27]
- 2000
  - Nevada City Classic
- 2001
  -  Médaillée d'argent de la course en ligne des Championnats panaméricains
- 2002
  -  Médaillée de bronze de la course en ligne aux Jeux d'Amérique centrale et des Caraïbes
- 2007
  -  Médaillée d'argent de la course en ligne aux Jeux panaméricains
- 2008
  -  Médaillée de bronze de la course en ligne des Championnats panaméricains